# 陳偉輝

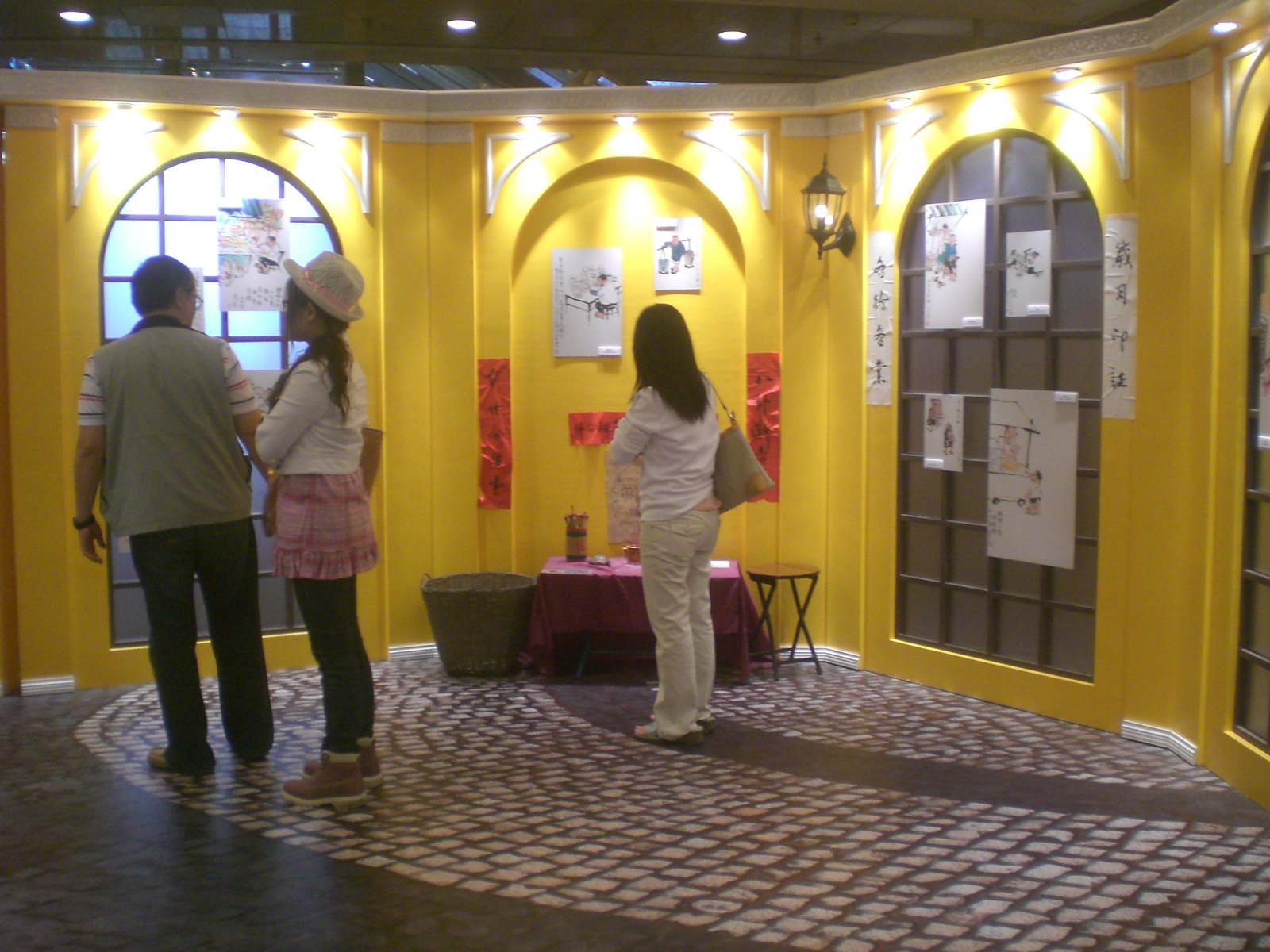
香港時代廣場 - 亞正澳門風情畫展

陳偉輝（葡萄牙語：Chan Wai Fai），筆名亞正，澳門傳統漫畫家，現為澳門美術協會理事（展覽）和澳門望德堂區創意產業促進會之活動統籌兼總監。
他生於澳門一個紮作為生的家族，1970年代初開始漫畫寫作。1980年代至1990年代曾刊於《華僑報》副刊專欄，其作品亦曾刊登至港、澳各大報章雜誌，近年多次舉辦作品展覽、對外交流與官方之比賽評審，並有其個人水墨畫之郵票發行與參與在2005年11月在澳門發行之「紅樓夢」郵冊的策劃、設計工作。

## 作畫題材風格
他早期見報之漫畫多為反映澳門近期社會時事為主，畫工與現在相若但因印刷關係，只能以粗線條與簡要文字表達；而2000年出版的水墨畫著作，題材則為1950年代至70年代末澳門中區平民之生活身邊的人與事，附近店舖或兒時小玩意，意旨為蛻變的澳門社會帶來照片沒拍下已消失之集體回憶，他把水墨漫畫結合澳門風情，是一個很好的組合，極具中國澳門的地道感覺和民族繪畫的靈氣。

### 獲獎
- 1987年獲日本讀賣新聞世界漫畫大賞「佳作」獎
- 1988年入選英國Cartoon Aid Ltd.出版之「88漫畫奧運」專刊
- 1989年獲北京工人日報之全國漫畫大賽「笑的使者」獎
- 2010年獲澳門特別行政區政府頒授「文化功績勳章」

## 發行郵票與內容
- 《昔日生活風情　一 （页面存档备份，存于）》（2003年7月30日發行，一套八枚郵票各面值澳門幣一圓五角）

揮寫春聯、掐塑面人、售麥芽糖、搓洗衣服、中秋燈籠、趕赴集會、街頭攝像、賣雞公欖
- 《昔日生活風情　二》（2005年3月1日發行，一套八枚郵票各面值澳門幣一圓五角，發行274,000枚）

炒花生、賣魚人、鑿炮、搓香、椰子店、金錢餅、桑寄生蛋茶、古法界面
- 《昔日生活風情　三[永久]》（2006年3月1日發行，一套八枚郵票各面值澳門幣一圓五角，郵票發行225,000套，小型張發行225,000枚）

傳統小吃及手藝：白粥油炸鬼、豆腐花、豬腸粉、斷斷糖、造木履、補沙煲、打鐵桶、收買佬
- 《昔日生活風情　四》（2007年3月1日發行，一套八枚郵票各面值澳門幣一圓五角，共發行200,000套，小型張發行200,000枚、4,500個首日封、4,500個小型張首日封、6,000張資料單張）

九層糕叫賣、黃包車、紮作、醒獅採靑

## 畫作專集
- 《昔日風情─漫畫澳門街》亞正萬象製作，中華書局（香港）有限公司2000年5月初版，ISBN 99937-601-0-2

## 外部連結
- 亞正漫畫，翁靜晶著，2006年4月22日《成報》副刊
- 一毫豬腸粉 多多甜醬 多的芝麻 少少芥辣，亞正繪，澳門教育暨青年局網頁

1. ↑  香港時代廣場 - 亞正澳門風情畫展[永久]